# Ingebjørg Bratland
Ingebjørg Harman Bratland (Edland, 8 maggio 1990) è una cantante norvegese.

## Biografia
Ingebjørg Bratland si è avvicinata alla musica da bambina, quando ha iniziato a partecipare a eventi musicali. Nel 2006 ha cantato la sigla del programma per bambini di NRK1 Jul i svingen. Negli anni successivi ha preso parte ad altri programmi televisivi canori, come Beat for beat su NRK1 e Det store korslaget su TV 2.
Nel 2013 ha pubblicato il suo album di debutto, Heimafrå, realizzato in collaborazione con Odd Nordstoga, che le ha fruttato un premio Spellemann, il principale riconoscimento musicale norvegese, per l'album folk dell'anno. L'album ha raggiunto la 2ª posizione nella classifica norvegese.
L'anno successivo è stata nuovamente candidata agli Spellemann con il suo secondo album Berre meg, che ha inoltre raggiunto il 7º posto in classifica. Con il suo terzo album Månesinn, uscito nel 2015, ha venduto più di 40 000 copie e ha eguagliato il suo piazzamento migliore nella classifica norvegese, arrivando alla 2ª posizione. Ha piazzato in top forty anche il suo quarto disco Hjarteskjell (13º posto nel 2017), Til alle tider in collaborazione con Espen Lind (39º posto nel 2019), e Papirfly (7º posto nel 2020).

## Discografia

### Album
- 2013 – Heimafrå (con Odd Nordstoga)
- 2014 – Berre meg
- 2015 – Månesinn
- 2017 – Hjarteskjell
- 2019 – Til alle tider (con Espen Lind)
- 2020 – Papirfly

### Singoli
- 2014 – Klokkene kallar
- 2016 – Stjernere
- 2016 – Vintersong
- 2017 – Bror
- 2018 – Næærmere deg, min Gud/Opna deg, hjarte! (con Espen Lind)
- 2019 – Skin sola (con Åge Aleksandersen)
- 2019 – Di Ingebjørg